# برسيجارسل جنوب جاروت
بيرساتوان سيباكبولا إندونيسيا غاروت سيلاتان Persatuan Sepakbola Indonesia Garut Selatan (المعروف ببساطة باسم برسيجارسيل) هو نادي كرة قدم إندونيسي مقره في جاروت ريجنسي ، جاوة الغربية. يتنافسون حاليًا في دوري الدرجة الثالثة (Liga 3 (Indonesia)) في اندونيسيا. 

## الوصلات الخارجية
https://www.instagram.com/persigarsel/